# Kościół św. Sebastiana w Mannheimie
Kościół św. Sebastiana (niem. St. Sebastian) – najstarszy rzymskokatolicki kościół parafialny niemieckiego miasta Mannheim. Stoi przy Marktplatzu, sąsiaduje od wschodu ze Starym Ratuszem (niem. Altes Rathaus).

## Historia
Kościół został wzniesiony w latach 1706-1723, wraz z sąsiednim ratuszem, według projektu Johanna Jakoba Rischera. Konsekracja świątyni miała miejsce w roku 1710. Budynki zostały połączone wieżą, co było związane z polityką Elektoratu Palatynatu nastawioną na rekatolicyzację kraju. Sposób powiązania ze sobą obu budynków wzorowany był pobliskim protestanckim Konkordienkirche.

## Wyposażenie
Wewnątrz kościoła znajdują się organy z 1875 roku, rozbudowane w roku 1961. Z powodu stanu technicznego zostały one wyłączone z użytku w 2020 roku, planowane jest ich przywrócenie do stanu z XIX wieku.
Na wieży zawieszone są cztery brązowe dzwony bujane oraz 22 dzwony kurantowe. Dane dzwonów:
| Nr | Waga    | Średnica | Ton | Rok odlania | Ludwisarz              |
| -- | ------- | -------- | --- | ----------- | ---------------------- |
| 1  | 1150 kg | 121 cm   | f'  | 1761        | Johann Michael Steiger |
| 2  | 600 kg  | 101 cm   | g'  | 1720        | H. L. Gosmann          |
| 3  | 300 kg  | 82 cm    | h'  | 1709        | Georg Christoph Roth   |
| 4  | 150 kg  | 65 cm    | d"  | 1747        | Johann Michael Steiger |

## Galeria

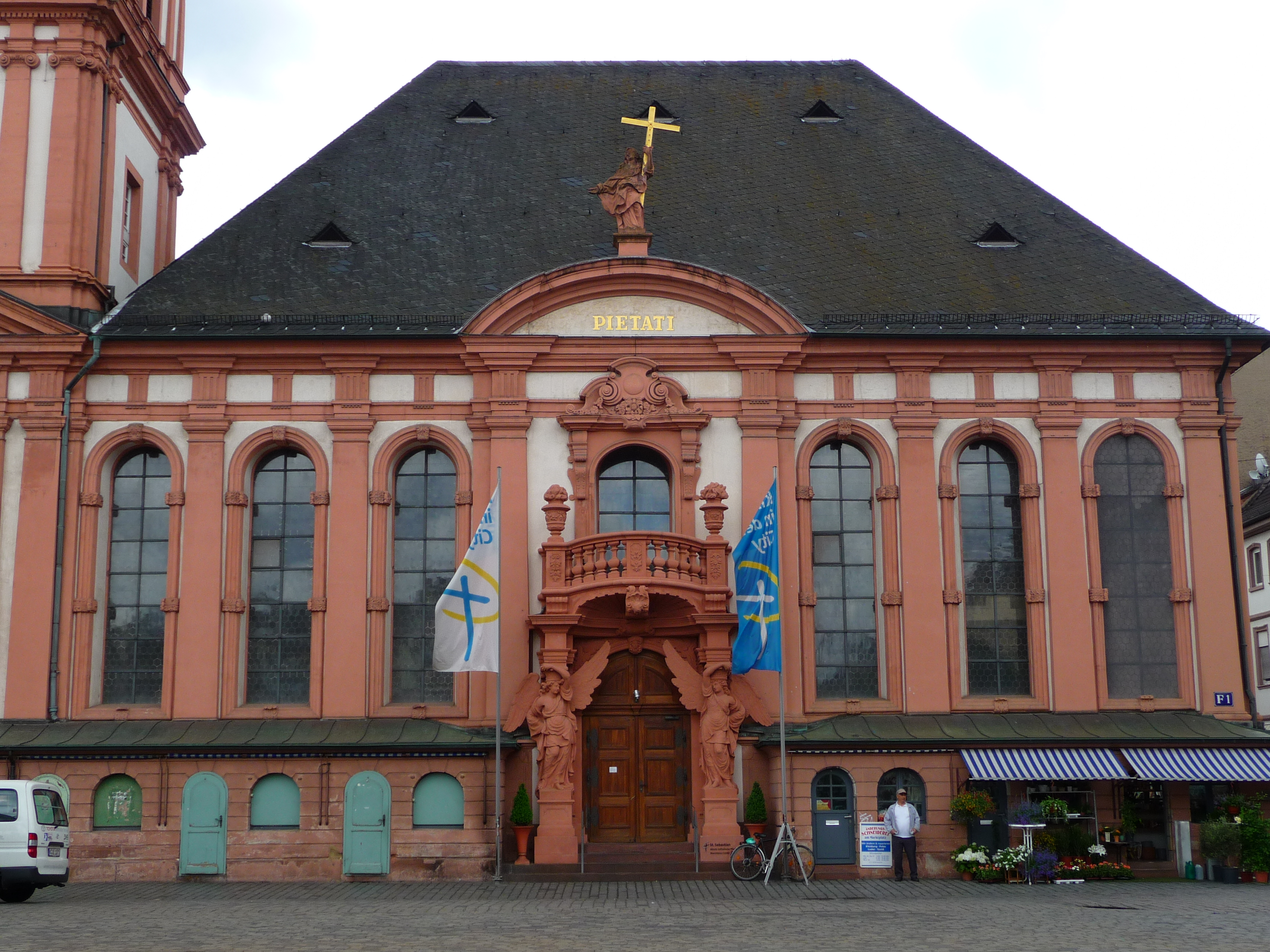
Fasada w 2009 roku
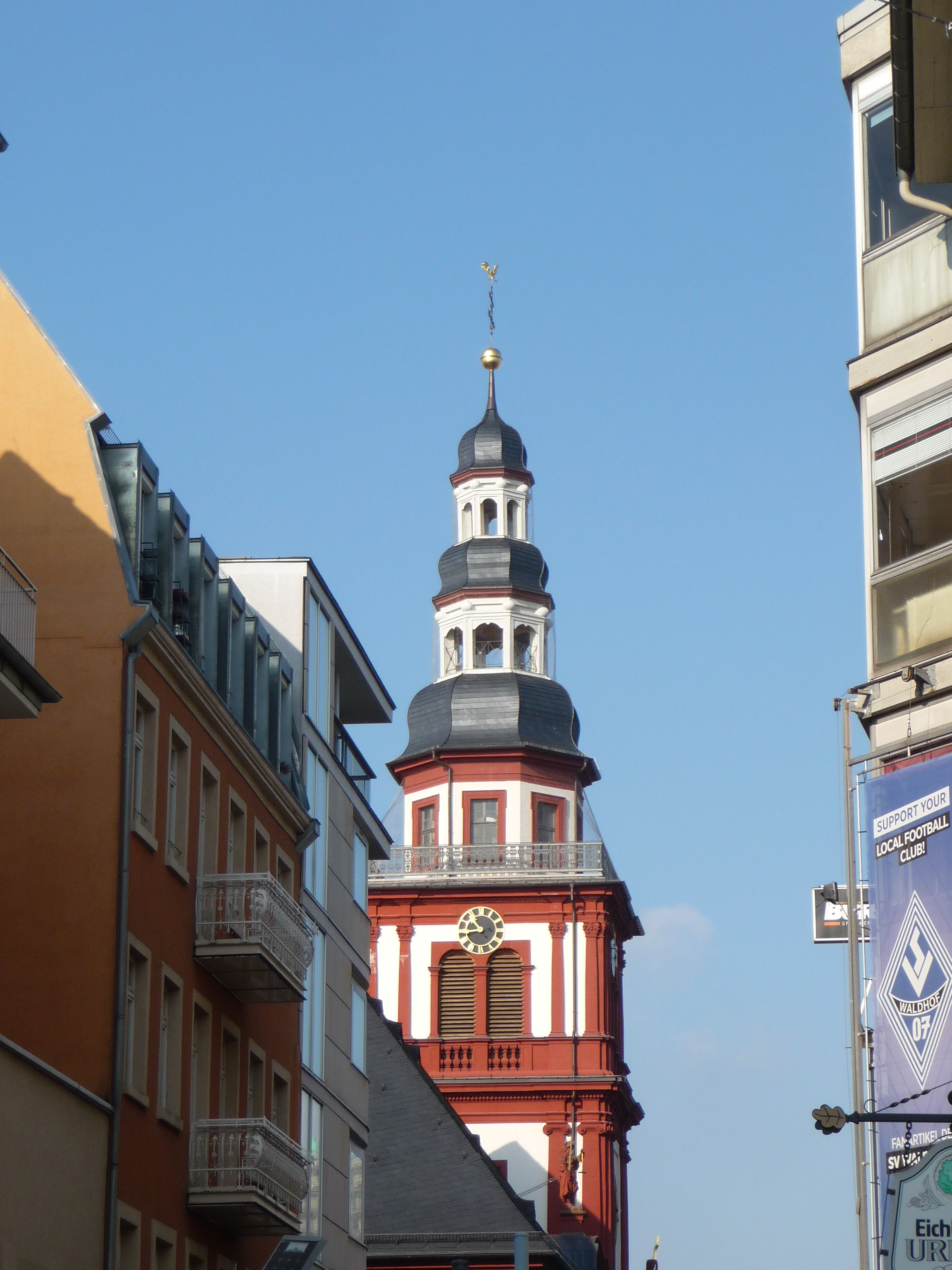
Wieża
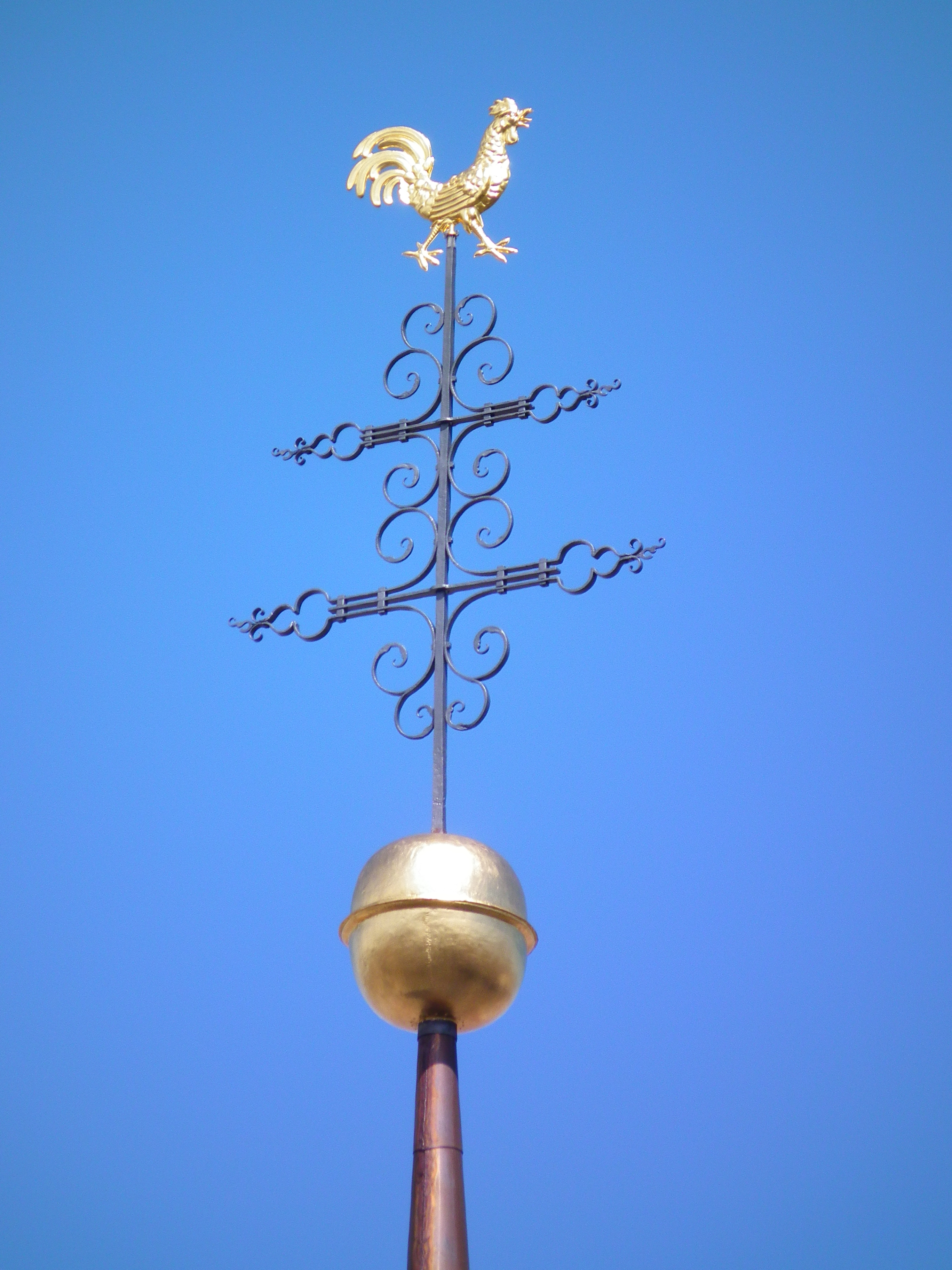
Krzyż na wieży
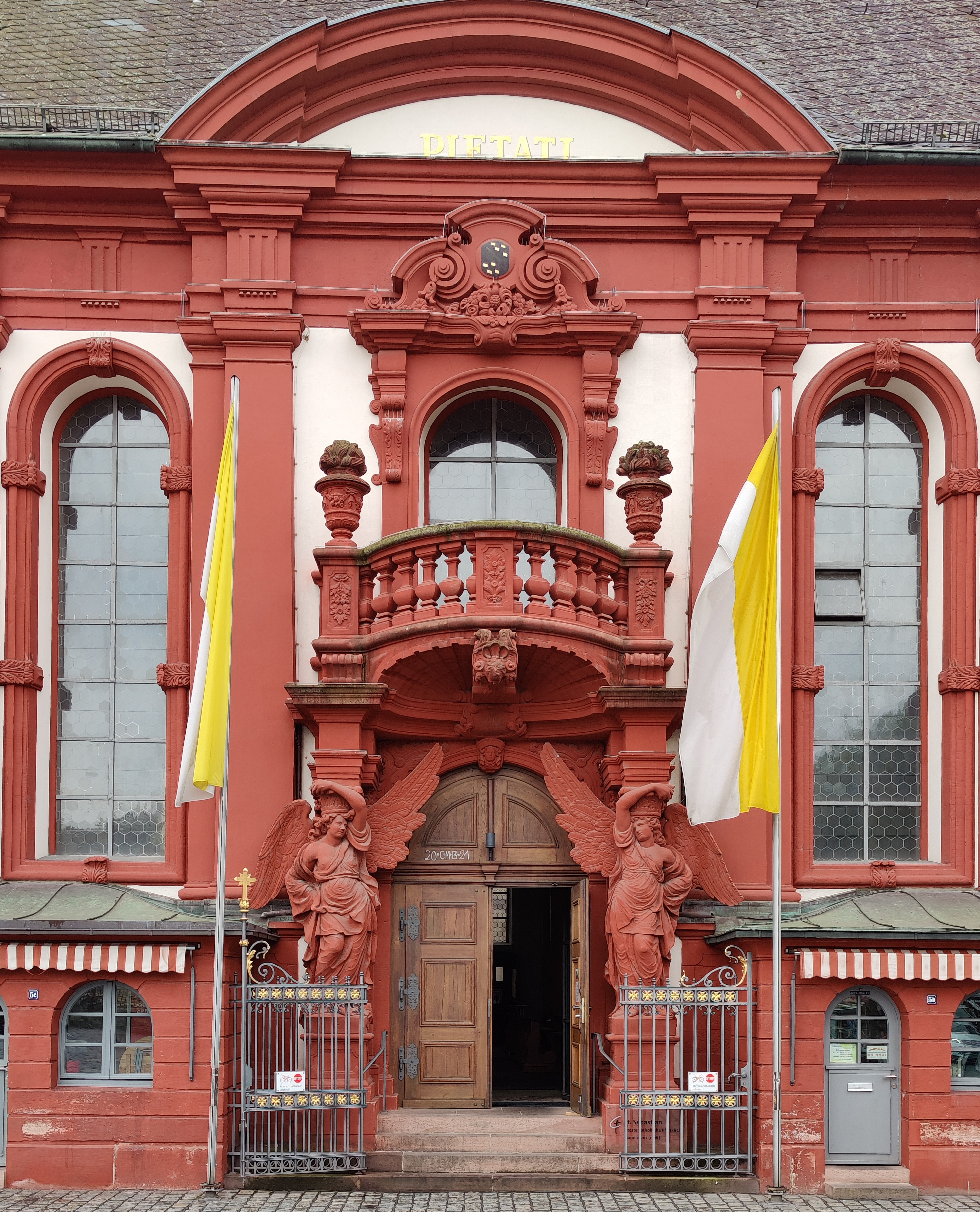
Wejście główne
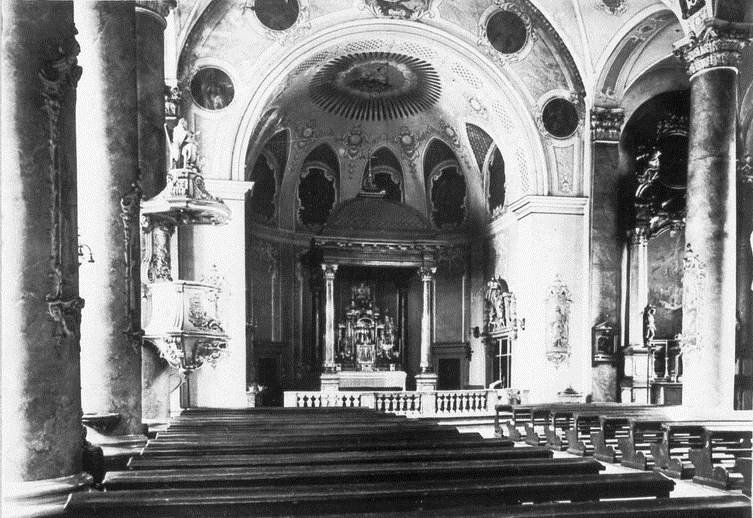
Wnętrze w 1920
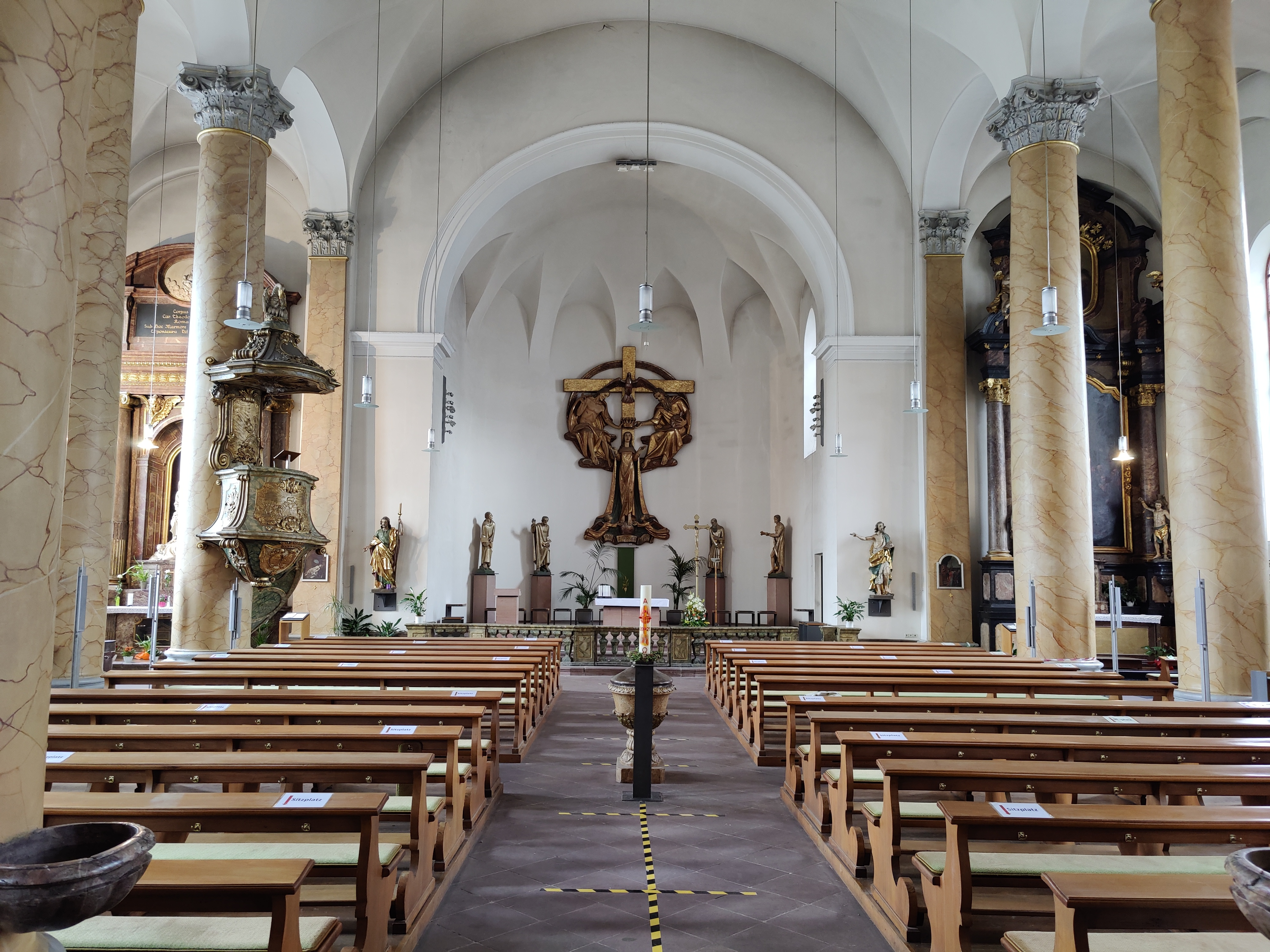
Wnętrze współcześnie
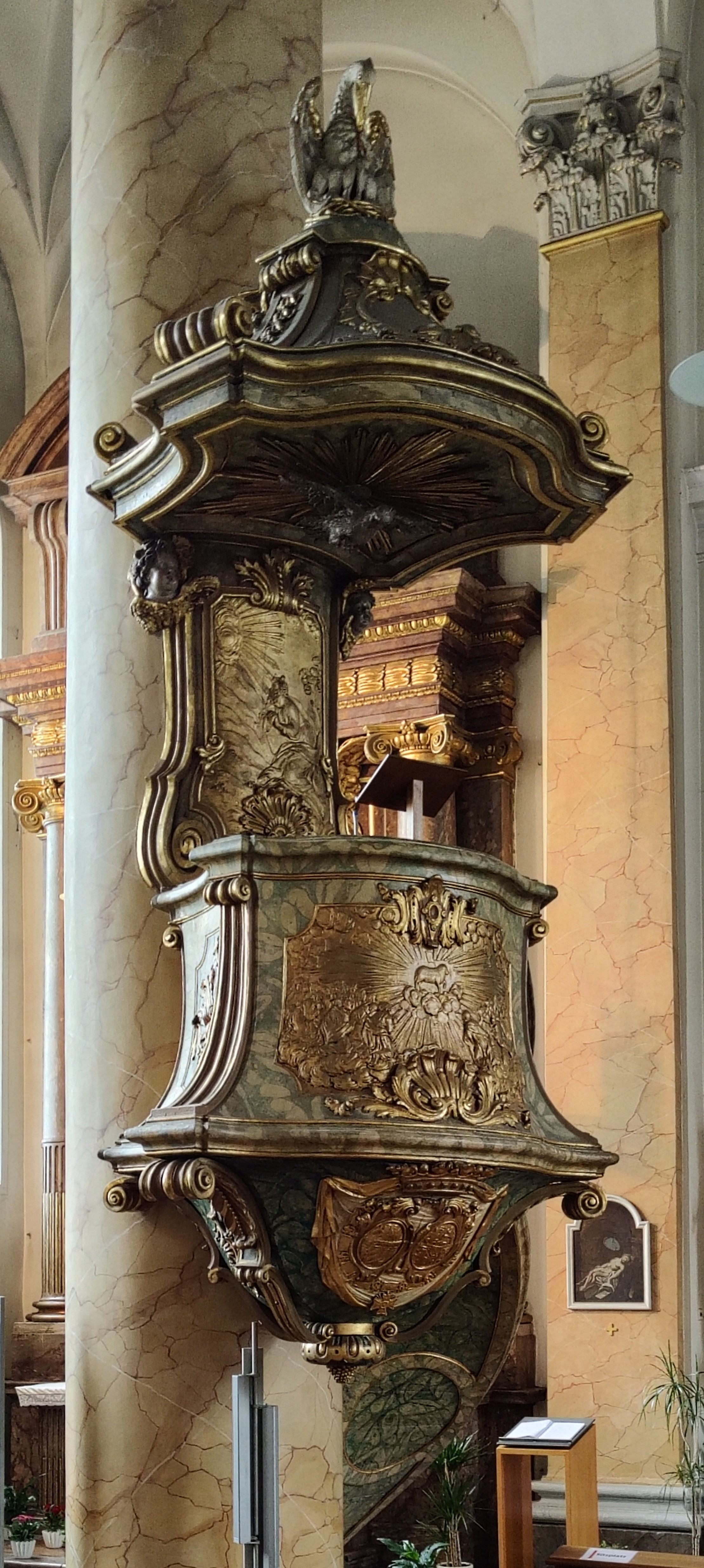
Ambona
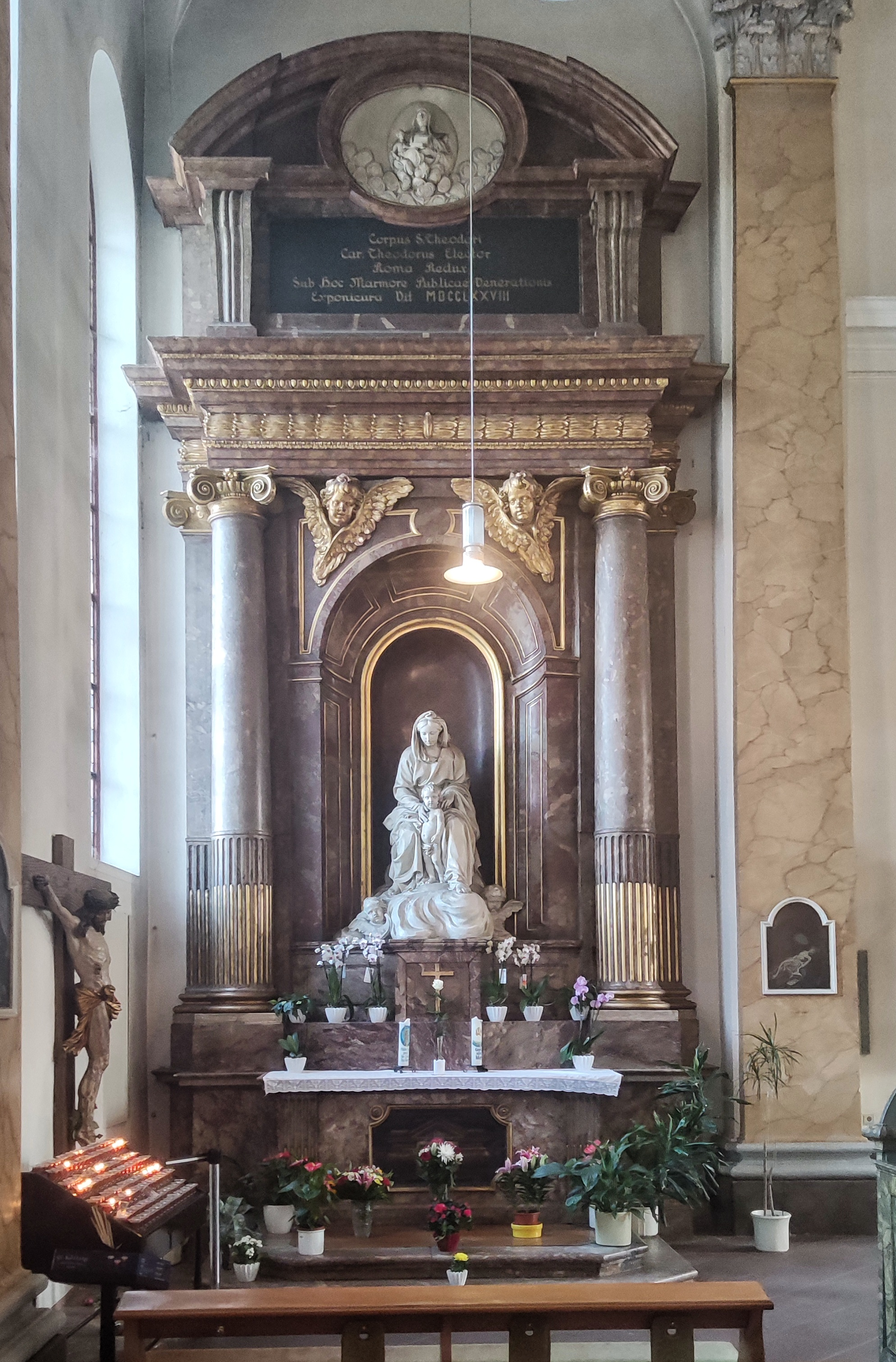
Ołtarz boczny
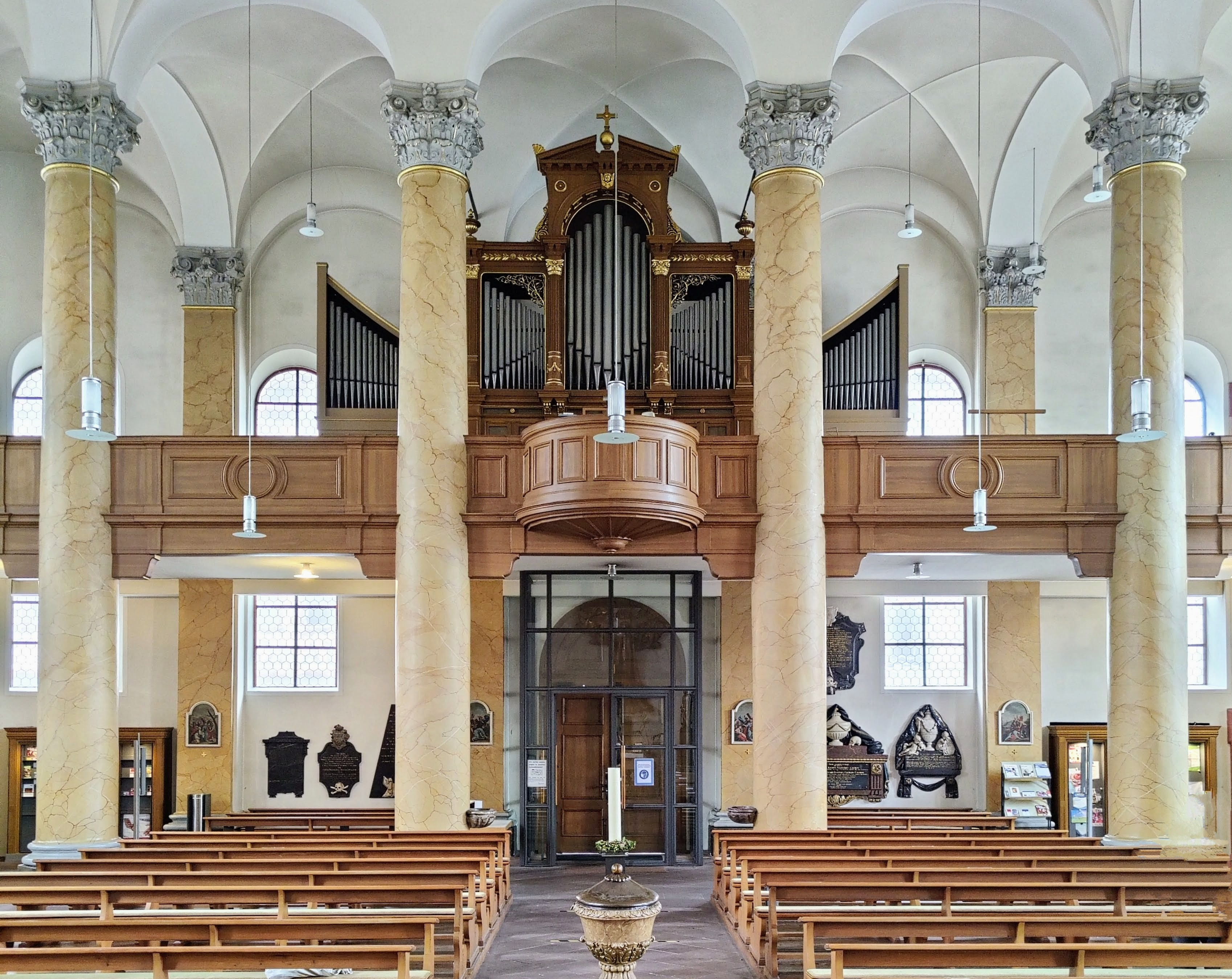
Organy